# 愛が泣いてる
「愛が泣いてる」（あいがないてる）は、日本の女性歌手、hiroの10枚目のシングル。CCCDで発売。

## 解説
- 2003年7月24日にSONIC GROOVEよりリリースされた。
- hiroのシングルとしては、初のノンタイアップとなった。
- カップリング曲の「LOVE IS SHOUTING OUT」は、「愛が泣いてる」をCOLDFEETが編曲し、全編英語詞にしたもの。
- 同年8月30日にRhythm REPUBLIC（エイベックス傘下のインディーズレーベル）より12インチLPがリリースされた。CD盤とはジャケット写真、収録内容が異なる。
- これが10代最後の作品となる。

## 収録曲

### CD
1. 愛が泣いてる (4分32秒)
（作詞：double S、松本良喜　作曲：松本良喜　編曲：村田陽一）
2. 人魚の恋 (5分22秒)
（作詞：H.U.B.　作曲：松本良喜　編曲：松本良喜　弦編曲：中西亮輔）
3. LOVE IS SHOUTING OUT (5分48秒)
（作詞：Lori Fine　作曲：松本良喜　編曲：COLDFEET）
4. 愛が泣いてる (Instrumental) (4分32秒)
5. 人魚の恋 (Instrumental) (5分20秒)

### LP
A side
1. 愛が泣いてる Nitelist Remix
2. 愛が泣いてる Nitelist Remix (instrumental track)

B side
1. 愛が泣いてる
2. 愛が泣いてる (instrumental track)
3. LOVE IS SHOUTING OUT

## 参加ミュージシャン
愛が泣いてる
- hiro：Vocal, Background Vocal
- 川村ゆみ：Background Vocal
- 古川望：Gut Guitar
- 納浩一：Wood Bass
- 島健：Pianoforte
- 村石雅行：Drums
- またろう：Percussion
- エリック宮城：Trumpet
- 横山均：Trumpet
- 村田陽一：Trombone
- 山本拓夫：Tenor/Baritone Sax
- 松本良喜：Programming

人魚の恋
- hiro：Vocal, Background Vocal
- 川村ゆみ：Background Vocal
- 古川望：Electric Guitar
- 種子田健：Bass
- 日俣綾子：Viola
- 友納真緒：Cello
- 村田陽一：Trombone
- 松本良喜：Programming & Keyboards
- 中西亮輔：Additional Programming

LOVE IS SHOUTING OUT
- hiro：Vocal, Background Vocal
- Lori Fine (COLDFEET)：Keyboards & Background Vocal
- Watushi (COLDFEET)：Additional Programming & Instruments

愛が泣いてる　Nitelist Remix
- Remixed by Malawi Rocks (Emma and Taro Kawauchi) for Nitelist Music
- Programmed, Edited and Mix Engineered by K-Sobajima and Masaki Tokunaga for Nitelist Music

## 収録アルバム・DVD
| アルバム/DVD       | 収録タイトル                | 発売日       | 収録作品                                                   |
| ------------------ | --------------------------- | ------------ | ---------------------------------------------------------- |
| ベストアルバム     | 寛 シングル・コレクション   | 2006年2月1日 | 12. 愛が泣いてる                                           |
| リミックスアルバム | 寛 リミックス・コレクション | 2006年2月1日 | 03. 愛が泣いてる -Nitelist Remix- 07. LOVE IS SHOUTING OUT |
| クリップ集（DVD）  | 寛 クリップ・コレクション   | 2006年2月1日 | 11. 愛が泣いてる                                           |

## カタログ
- CDシングル盤:AVCD-16038 ￥1,050
- アナログ盤:RR12-88405 ￥1,470（完全限定生産）